# 李基枋
李 基枋（り きほう、イ・ギバン、朝鮮語: 이기방、1888年（高宗25年 / 明治21年）7月16日　- 没年不明）は、明治から昭和にかけての大韓帝国、朝鮮総督府官僚。日本名は松村基弘。位階は従四位、勲位は勲三等。

## 経歴
1888年に平安北道泰川郡で生まれた。1904年に日語速成課程を卒業し、1906年に日本の明治大学に留学し、朝鮮人留学生が組織した太極学会に参加した。1908年に帰国し、全羅北道全州郡主事に任ぜられた。1910年（明治43年）に韓国が日本に併合されると朝鮮総督府に奉職し、全羅北道書記に任ぜられた。全羅北道長官官房庶務係勤務を経て、1912年（大正元年）に扶安郡書記に任ぜられ、1921年（大正10年）まで務めた。同年1月に全羅北道書記を経て、10月に鎮安郡守に昇進。任実郡守、金堤郡守を歴任し、1922年（大正11年）には郡守の内地視察に参加した。1928年（昭和3年）に平安南道理事官兼内務部産業課長に昇進し、京畿道産業課長を経て、1933年（昭和8年）には高等官四等である開城府尹に任ぜられた。その後、黄海道参与官、咸鏡北道参与官を歴任し、文官普通分限委員会黄海道予備委員、咸鏡北道委員、朝鮮儒道聯合会理事などを兼任した。1940年（昭和15年）に創氏改名。1941年（昭和16年）に忠清南道知事に任ぜられ、1942年（昭和17年）に退官。退官後は、朝鮮馬事会評議員、国民総力朝鮮連盟理事、朝鮮有煙炭株式会社監査などを歴任した。
日本の敗戦後、1949年1月に反民族行為特別調査委員会に逮捕されたが、起訴猶予処分となった。2004年に韓国で成立した日帝強占下反民族行為真相糾明に関する特別法によって、親日反民族行為者に認定された。